# Kleine Jägel
Die Kleine Jägel (lettisch: Mazā Jugla) ist ein Fluss in Lettland nordöstlich der Hauptstadt Riga.
Der Fluss entspringt im Bezirk Ogre fließt in westlicher Richtung. An den Ufern befinden sich teilweise Sandstein- und Dolomitfelsen. Der Flusslauf ist gewunden mit einigen Stromschnellen. Deshalb ist die kleine Jugla ein beliebtes Ausflugsziel für Bootfahrer. Bei Augstpriede bestand ein Wasserkraftwerk, von dem jedoch nur noch Ruinen übrig sind. Nach dem Zusammenfluss mit der Großen Jägel wird der Fluss dann einschließlich dem Jägelsee nur noch als Jugla bezeichnet.
Größte Zuflüsse sind Ķivuļurga Ežupe, Lēģerurga, Abze, Pečorīte und Ošupīte.